# Horst Sommermeyer
Horst Sommermeyer (* 12. März 1938 in Kassel) ist ein Konteradmiral außer Dienst der deutschen Marine. Er war zuletzt von 1993 bis März 1998 Kommandeur des Marineunterstützungskommandos in Wilhelmshaven.

## Leben
Sommermeyer trat nach dem Abitur in Hannoversch Münden mit der Crew IV/1958 als Offizieranwärter in die Bundesmarine ein und wurde zum Marineoffizier ausgebildet. Daran schlossen sich Dienstzeiten als Wachoffizier auf einem Minensuchboot, als Versorgunsgoffizier des 3. Minensuchgeschwaders in Kiel und Kommandant des Schnellen Minensuchboots Schütze an. Anschließend erhielt er eine Ausbildung zum Schiffstechnik-Offizier, woran sich seine Admiralstabsausbildung im 11. Admiralstabslehrgang von 1969 bis 1971 an der Führungsakademie der Bundeswehr in Hamburg anschloss.
Danach wurde er als Korvettenkapitän S3-Stabsoffizier und stellvertretender Kommandeur des 5. Minensuchgeschwaders. Nach einer Tätigkeit als A3-Stabsoffizier für Ausbildung im Flottenkommando wurde er Kommandeur des 6. Minensuchgeschwaders in Wilhelmshaven. Anschließend wurde er Abteilungsleiter Logistik im Flottenkommando, wo er am 1. Oktober 1970 zum Kapitän zur See befördert wurde.
Die weiteren Dienstposten waren Abteilungsleiter Logistische Grundlagen im Marineunterstützungskommando und Referats- und Abteilungsleiter Logistik im Führungsstab der Marine in Bonn. Ab Oktober 1989 bekleidete Sommermeyer die Dienstposten eines Abteilungsleiters und von April 1993 bis September 1993 des stellvertretenden Kommandeurs/Chef des Stabes im Marineunterstützungskommando. Am 1. Oktober 1993 trat er seine letzte Aufgabe als Kommandeur des Marineunterstützungskommandos an. Von dort wurde er zum 31. März 1998 pensioniert.